# Вельді
Вельді (нім. Wäldi) — громада  в Швейцарії в кантоні Тургау, округ Кройцлінген.

## Географія
Вельді має площу 12,2 км², з яких на 13,8% дозволяється будівництво (житлове та будівництво доріг), 69,6% використовуються в сільськогосподарських цілях, 16,6% зайнято лісами, 0,1% не є продуктивними (річки, льодовики або гори).

## Демографія
2019 року в громаді мешкало 1047 осіб (+5,7% порівняно з 2010 роком), іноземців було 18,9%. Густота населення становила 86 осіб/км².
За віковим діапазоном населення розподілялося таким чином: 20,2% — особи молодші 20 років, 61,8% — особи у віці 20—64 років, 18,1% — особи у віці 65 років та старші. Було 442 помешкань (у середньому 2,4 особи в помешканні).
Із загальної кількості 425 працюючих 104 було зайнятих в первинному секторі, 59 — в обробній промисловості, 262 — в галузі послуг.